# Estérel (navire)
 (décembre 2017).
Si vous disposez d'ouvrages ou d'articles de référence ou si vous connaissez des sites web de qualité traitant du thème abordé ici, merci de compléter l'article en donnant les références utiles à sa vérifiabilité et en les liant à la section « Notes et références ».
Pour les articles homonymes, voir Esterel.
Cet article concerne le cargo mis en service en 1967. Pour le ferry de 1981, voir Estérel (ferry).
L‘Estérel était un cargo roulier ayant appartenu à la Compagnie générale transatlantique. Mis en service en 1967, il sera transféré en 1969 au sein de la Compagnie générale transméditerranéenne (CGTM). Vendu en 1974 à une société de transport de fret basée à Marseille, il sera revendu à un armateur saoudien en 1980 et fera naufrage également cette année là.

## Histoire

### Origines
Selon une convention établie en 1948, l’organisation du transport des passagers entre le continent et la Corse est essentiellement conféré à la Compagnie générale transatlantique. Dépendant du trafic passagers, le transport des marchandises se voit limité durant l’été en raison de la forte fréquentation touristique, accompagnée de l’augmentation sans cesse croissante des voitures accompagnées, jugées prioritaires. En parallèle, les pouvoirs publics souhaitent que le trafic fret augmente, afin de favoriser le développement économique de la Corse. À cet effet est créée le 25 décembre 1955 la Conférence maritime continent - Corse regroupant la Transat, la Compagnie méridionale de navigation (CMN) et l’armateur niçois Pittaluga (future SoMeCa). Les trois s’engagent à coordonner leurs services, améliorer la desserte de tous les ports corses et promouvoir une politique de transport adaptée aux besoins de l’île, le tout dans le cadre d’une grille tarifaire approuvée par le ministère de la Marine Marchande.
Cette conférence regroupe un pool sur le port de Nice (Transat et SoMeCa) et un autre sur Marseille (Transat et CMN). Sur Nice, la SoMeCa transporte exclusivement le ciment et la Transat le reste du fret. Sur Marseille, la situation est moins simple. La Méridionale, qui dessert les ports secondaires, a amélioré sa flotte depuis 1956. Quant à la Transat, elle met régulièrement en ligne le Commandant Milliasseau et assure deux services hebdomadaires sur Bastia et Ajaccio avec les cargos Estérel et Fort Duquesne. Malgré cela, elle ne parvient pas à atteindre les 53 % du trafic, qui augmente, fixés par le pool. La compagnie doit se doter d’un cargo sur la Corse, sous peine de laisser le champ libre à d’autres armateurs, ce qui désorganiserait la desserte de l’île. En effet, du 17 mars au 3 octobre 1963, la compagnie Charles Le Borgne tentera de s’implanter sur la Corse, ce qui représentait une ouverture pour les autres armements désireux de compenser leurs pertes sur l’Afrique du nord. Un décret en date du 1er octobre 1963 va renforcer le rôle de la Conférence en interdisant à tout autre armement d’assurer les liaisons sur la Corse.
La Transat et la Méridionale se préoccupant de moderniser leur flotte, les deux directions se réunissent le 25 mai 1964. La Transat prévoit de se doter de deux cargos : l’un spécialement orienté vers le transport des voitures en été et l’autre transportant des marchandises toute l’année. Quant à la Méridionale, elle envisage de remplacer ses cargos par quatre unités modernes ; mais en raison de difficultés de financement liées au gel des tarifs jusqu’en 1966, elle repoussera ce projet. Il est donc décidé, dans un premier temps, de mettre en service à l’horizon 1967 un cargo pouvant apporter l’été le renfort nécessaire aux car-ferries pour le transport des voitures de passagers et acheminer du fret tout au long de l’année. Ainsi, en plus de son garage à manutention horizontale, le navire disposera d’une cuve à vin, d’un parc à bestiaux, d’espaces réfrigérés, d’une vaste cale et d’engins de levage permettant une manutention verticale rapide et sûre. Cependant, la mise en service d’une telle unité reste subordonnée aux aménagements des postes à quai, notamment en Corse où des travaux sont prévus. Le développement du trafic roll on/roll off est suivi avec intérêt par les pouvoirs publics et l’économie insulaire.

### Construction
Le contrat de construction est signé en décembre 1964. La coque est construite par les Forges et Chantiers de la Méditerranée puis par la Société des Chantiers de Graville (SCG). Le navire, baptisé Estérel, est lancé le 21 mai 1966 au Havre. Terminé par les chantiers SNACH, il est livré le 15 mai 1967 à la Compagnie générale transatlantique. L‘Estérel est la première commande d’un cargo à manutention horizontale pour des chantiers français.

### Service
Le 15 mai 1967, peu de temps après sa livraison, l’Estérel quitte Le Havre pour Marseille qu'il atteint pour la première fois le 21 mai, sous les ordres du commandant Castelli. Deux jours plus tard, le navire est présenté aux autorités maritimes et locales par la Compagnie générale transatlantique et son président, Edmond Lanier.
En 1969, l‘Estérel est transféré au sein de la Compagnie générale transméditerranéenne. Au mois de septembre, le navire participe au lancement de la Renault 12. Pour l’occasion, il accoste au Vieux-Port de Marseille.
À l’instar du Napoléon, le concept roll on/roll off n’est pas suffisamment abouti ; le navire est effectivement équipé de mâts de charge. Son exploitation sur la Corse révélera rapidement ses insuffisances. Avec l’arrivée du Monte d’Oro en 1970, l’Estérel est repositionné sur le Maghreb et exploité par la filiale Sudcargos.
Le 29 octobre 1971, l’Estérel inaugure la nouvelle ligne hivernale pour le compte de Sudcargos, entre Marseille, la Libye, Malte et la Tunisie. 
Le 13 avril 1972, alors que le navire fait route sur Tripoli, une forte entrée d’eau se produit, en raison du manque d’étanchéité de la porte bâbord. La stabilité est affectée, puis le roulis aidant, le navire accuse une gîte de plus de 20° (24° sur rade des Vignettes à Toulon). Le pompage étant insuffisant, la gîte ne peut être corrigée et l’Estérel est contraint de rallier Toulon pour assécher et y subir des réparations. Celles-ci considérées insuffisantes par l’administration pour reprendre sa route, le navire quitte Toulon pour Marseille le 15 avril où il entre en arrêt technique du 17 au 20.
Le 19 août, à l’approche de Marseille, à 7h55, l’Estérel recueille les trois passagers du yacht La Croix du Sud qui avait lancé un signal de détresse au sud du phare de Cassidaigne.
Le navire est vendu le 14 août 1974 à la société Marseille Fret. Le 1er octobre à 6h43 l’Estérel arrive à Marseille, achevant ainsi son dernier voyage sous les couleurs de la CGTM. Il est par la suite livré à son nouvel armateur le 14 octobre et prend le nom de Gignac.
En avril 1980, le navire est revendu en Arabie Saoudite et devient le Sackr Al Jazirah. Le 25 novembre, alors que le navire se trouve à Port-Soudan et charge du bétail, une forte gîte survient. Il est abandonné par son équipage. Les autorités décident par la suite de le faire remorquer à l’extérieur du port mais dans la manœuvre, il heurte le cargo grec Margo. Mouillé en rade, il finit par chavirer et sombrer.

## Caractéristiques
L‘Estérel mesurait 84,60 mètres de long pour 13,50 mètres de large, son tirant d'eau est de 4,47 mètres et sa jauge brute est de 1 276 UMS. Sa propulsion était assurée par 2 moteurs Alco Méditerranée, type Diesel 251, 16 Cylindres, d’une puissance de 2 750 Ch chacun. 

## Lignes desservies
Pour le compte de la Compagnie générale transatlantique puis de la Compagnie générale transméditerranéenne, de 1967 à 1970, l‘Estérel assurait le transport du fret entre Marseille, Nice et la Corse sur les ports de Bastia et Ajaccio. À partir de 1970, le cargo est redéployé sur les lignes du Maghreb au départ de Marseille vers Alger et Tunis. En 1971, la desserte est étendue à Tripoli en Libye et La Valette sur l'île de Malte. Jusqu’à sa mise en vente, le navire effectuera cette ligne durant l’hiver, en sus de celles vers l'Algérie et la Tunisie.
Vendu en 1974, les affectations suivantes du navire sont par la suite méconnues.